# First Arsch
First Arsch (также известна под названием First Art) — немецкая панк-рок-группа из Шверина, основанная приблизительно в 1986 году. Известна как первый коллектив Тилля Линдеманна (впоследствии вокалиста метал-группы Rammstein), собравшего группу при участии гитаристов Рихарда Круспе и Пауля Ландерса (впоследствии также участников Rammstein — соло-гитариста и ритм-гитариста соответственно) и басиста Йорга Мильке (нем. Jörg E. Mielke); сам же Тилль Линдеманн играл на ударных.
В единственном альбоме First Arsch «Saddle Up» (1992) можно услышать вокал всех участников группы. В частности, предположительно, вокал Тилля Линдеманна можно услышать в песне № 5 «Crowded House».

## История
«First Arsch» образовалась в 1986 году, когда певец-басист Йорг Мильке и тогдашний барабанщик Тилль Линдеманн встретились на вечеринке по случаю дня рождения Линдеманна. Группа отыграла концерты по Восточной Германии и в начале 1990-х записала свой дебютный альбом Saddle Up, выпущенный в ноябре 1992 года, с Паулем Ландерсом из Feeling B и Рихардом Круспе из Das Elegante Chaos в качестве гитаристов.
В 1993 году Линдеманн, Круспе и Ландерс покинули First Arsch, чтобы сформировать Rammstein, и Мильке заменил их Фолькером Фойгтом и Томом Кнопфом. В 1995 году этот состав выпустил новую песню «Das Schlagzeug fliegt da fast außernander».

## Состав
- Йорг Мильке — бас-гитара, вокал
- Тилль Линдеманн — ударные, вокал
- Рихард Круспе — соло-гитара, вокал
- Пауль Ландерс — ритм-гитара, вокал

## Saddle Up
Saddle Up — первый и единственный альбом First Arsch. Он был выпущен в ноябре 1992 года. Обложку альбома создал Матиас Матиес, который позже работал вместе с фронтменом Rammstein Тиллем Линдеманном над его книгой «In stillen Nächten».
18 декабря 2020 года альбом был ремастирован и переиздан на виниле, в то Рождество заняв 44-е место в немецких чартах.

## Дискография
- Saddle Up

1. Train
2. Priest In Love
3. SKA(T)
4. In The Name Of Love
5. Crowded House
6. Pregnant
7. AHA-ha
8. Superstition
9. Saddle Up
10. O-cult
11. Moder Blues
12. Come Together
13. Hip Hop Flop
14. Chicken Steps
15. Big Dong